# Karl Adolf Rössler
Karl Adolf Rössler, auch Carl Adolph Rössler, (* 6. April 1814 in Usingen; † 31. August 1885 in Wiesbaden) war ein deutscher Jurist, Beamter, Maler und Schmetterlingsforscher.

## Leben
Karl Adolf Rössler wurde 1814 als Sohn des Regierungsrats Christian Rößler († 1816) geboren. Nach dem Besuch des Gymnasiums Weilburg von 1826 bis 1831 studierte er Rechtswissenschaften in Heidelberg. 1835 bestand er das Staatsexamen. Danach war er als Justizamts- und Kriminalgerichtsakzessist in Wiesbaden tätig. Ab 1838 war er Amtsakzessist in Eltville.
Der 26-jährige Rössler ging im Jahr 1840 nach Paris. Ob Rössler sich die Malerei zuvor autodidaktisch angeeignet oder ob er Unterricht genommen hatte, ist unbekannt. Einziger Hinweis auf Rösslers Ausbildung in Paris ist ein Eintrag im Register der Kopisten des Musée du Louvre. Rössler ist dort als Schüler von Paul Delaroche verzeichnet. 
Ab 1841 lebte Rössler bis zu seinem Tod in Wiesbaden. Dort arbeitete er zunächst als Regierungsakzessist. Von 1846 bis 1849 war er Archivar bzw. Amtssekretär am Oberappellationsgericht. Ab 1849 war er Justizamtssekretär, ab 1856 Hofgerichts-Assessor, ab 1858 Hof- und Appellationsgerichtsrat sowie ab 1866 Königlich-Preußischer Appellationsgerichtsrat. 1880 ging er in den Ruhestand.
Neben seiner juristischen und künstlerischen Arbeit war Rössler auch ein anerkannter Schmetterlingskundler. Er veröffentlichte zwei Monografien über die Fauna Nassaus, sowie Aufsätze in Jahrbüchern des Nassauischen Vereins für Naturkunde und in entomologischen Zeitungen. Otto Staudinger benannte die Schmetterlingsart lygris roessleraria nach ihm.

## Schriften (Auswahl)
- Verzeichniss der Schmetterlinge des Herzogthums Nassau: mit besonderer Berücksichtigung der biologischen Verhältnisse und der Entwicklungsgeschichte. J. Niedner, Wiesbaden 1866.
- Die Schuppenflügler (Lepidopteren) des Kgl. Regierungsbezirks Wiesbaden und ihre Entwicklungsgeschichte. J. Niedner, Wiesbaden 1881.